# Tomáš Hučko
Tomáš Hučko (Šaľa, 3 ottobre 1985) è un calciatore slovacco, difensore dello Slovan Duslo Šaľa.

## Caratteristiche tecniche
Terzino sinistro, può giocare anche come esterno sulla medesima fascia.